# Горсбридж
Горсбридж (англ. Goresbridge; ирл. An Droichead Nua, «новый мост») — деревня в Ирландии, находится в графстве Килкенни (провинция Ленстер).
Местная железнодорожная станция была открыта 26 октября 1870 года, закрыта для пассажиров 26 января 1931 года, закрыта для товароперевозок 27 января 1947 года и окончательно закрыта 1 апреля 1963 года.

## Демография
Население — 376 человек (по переписи 2006 года). В 2002 году население составляло 401 человек.
Данные переписи 2006 года:
| Общие демографические показатели |               |                               |                               |      |      |
| Всё население                    | Всё население | Изменения населения 2002—2006 | Изменения населения 2002—2006 | 2006 | 2006 |
| 2002                             | 2006          | чел.                          | %                             | муж. | жен. |
| 401                              | 376           | −25                           | −6,2                          | 175  | 201  |